# IJsselmonde (stadsdeel)

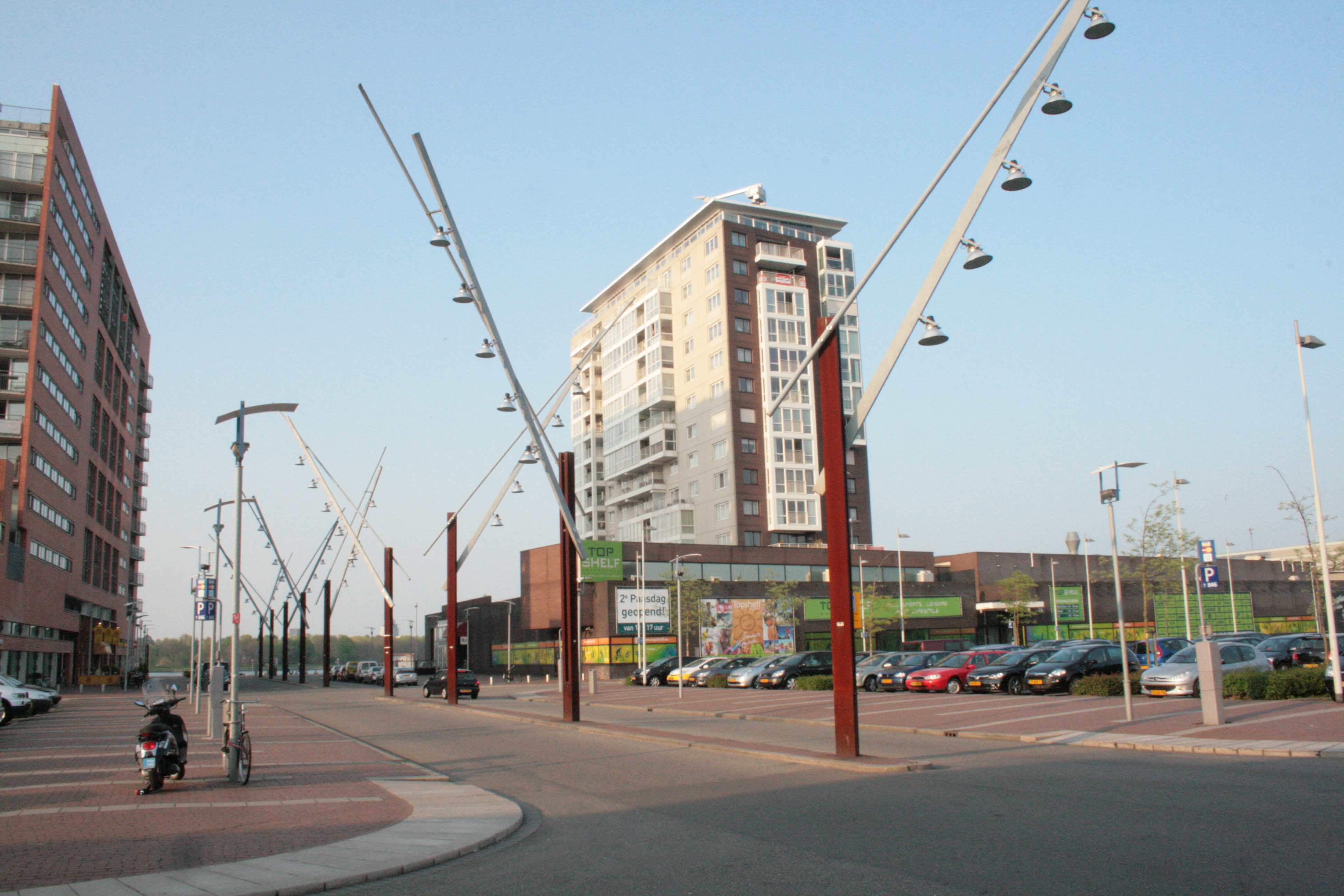
Het Cor Kieboomplein, hieraan bevinden zich onder andere een bioscoop en een politiebureau

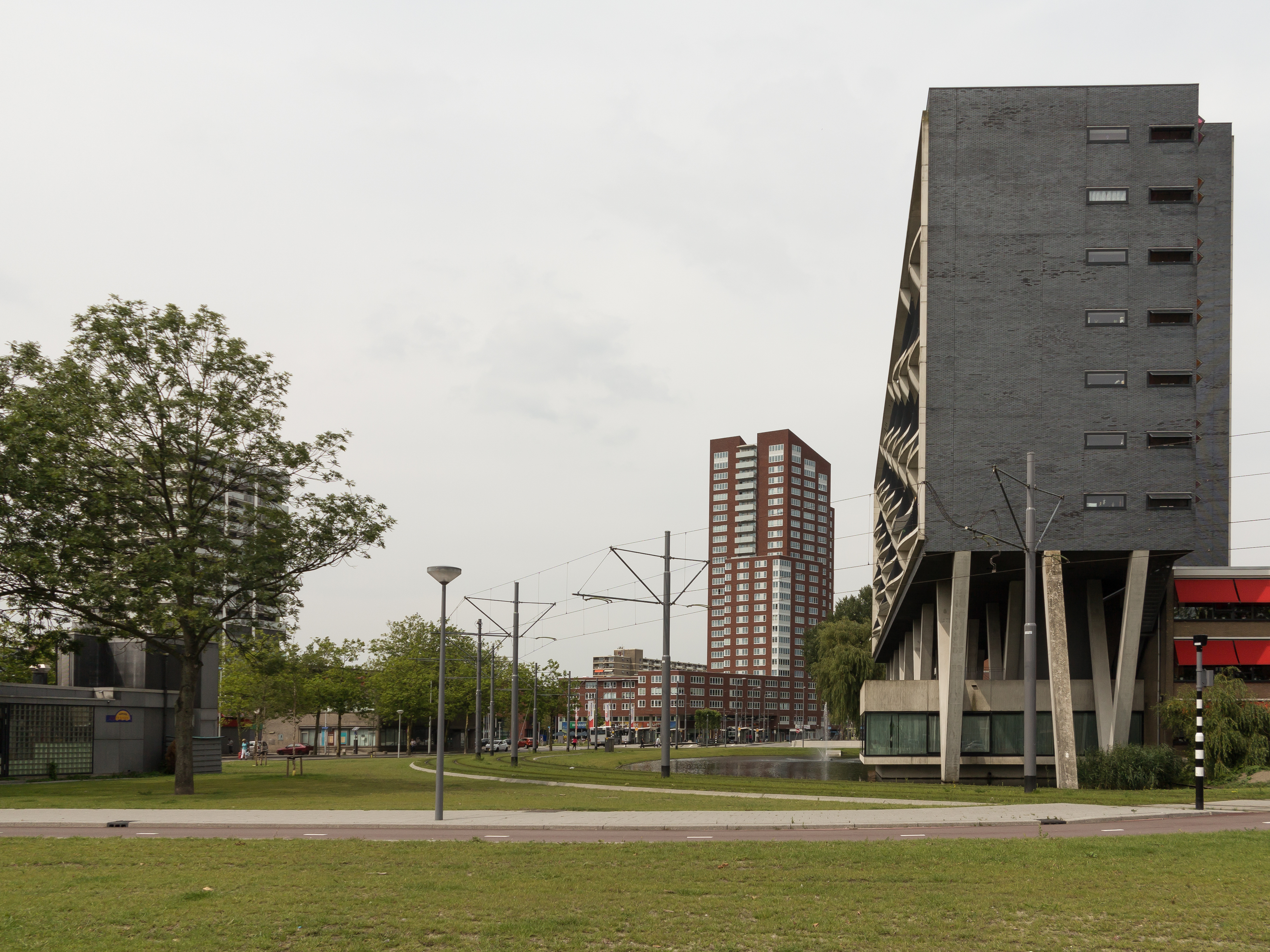
De Groeninx van Zoelenlaan-Herenwaard

IJsselmonde is een stadsdeel, voormalige gemeente en voormalige deelgemeente in de zuidoosthoek van de gemeente Rotterdam in de Nederlandse provincie Zuid-Holland. Het stadsdeel, waarvan de naam verwijst naar de ligging bij de monding van de Hollandse IJssel, heeft 61.920 inwoners (2023).
Het stadsdeel wordt begrensd door de Nieuwe Maas in het noorden, het Dijkje, de Bolnesserkade en het Zevenbergsedijkje vormen de grens met Ridderkerk in het oosten en zuiden. Barendrecht grenst aan IJsselmonde in het zuiden; de grens bevindt zich in de buurt van de Wester Hordijk, de Kooiwalweg en de Maeterlinckweg. In het westen grenst IJsselmonde aan Charlois en stadsdeel Feijenoord; de grens wordt gevormd door de Vaanweg, de Smeetslandsedijk, Molenvliet en de spoorlijn Rotterdam - Dordrecht.
Het stadsdeel ligt op het noordoosten van het gelijknamige eiland, dat wordt omsloten door de Nieuwe Maas in het noorden, de Oude Maas in het zuiden en de Noord in het oosten.

## Wijken en buurten
IJsselmonde bestaat uit vier wijken die opgedeeld zijn in buurten:
- Oud-IJsselmonde (de oude dorpskern)
  - De Veranda
- Groot-IJsselmonde
  - Groenenhagen-Tuinenhoven
  - Zomerland
  - Sportdorp
  - Kreekhuizen
  - Hordijkerveld
  - Reyeroord
- Beverwaard
- Lombardijen
  - Homerusbuurt
  - Karl Marxbuurt
  - Molièrebuurt
  - Smeetsland
  - Zenobuurt

## Geschiedenis
Al in 1072 komt de naam Islemunda voor, maar er zijn sporen gevonden van vissen, jagen en landbouw vanaf ongeveer 2500 v.Chr. Deze sporen worden gerekend tot de Vlaardingencultuur.
In 1382 wordt IJsselmonde genoemd: "Ic Clays van Cats ridder, doe kondich allen den ghenen die dese lettre sullen zien en horen dat ic Pieter Heykins sone die dese lettere hout verlien hebbe viftien gaerden lants die legghen t’Yselmonde tussen Janne Vere Betten soen en Ghenekijns lande".
In IJsselmonde stond tot 1900 het Kasteel van IJsselmonde.
1778 was er een eigen raad en begin 19e eeuw omvatte het grondgebied van IJsselmonde een groot deel van het huidige Rotterdam-Zuid. Tot 1941 was IJsselmonde een zelfstandige gemeente, waarna het door de stad Rotterdam werd geannexeerd.
IJsselmonde en het aan de overkant van de rivier liggende Kralingse Veer waren in de tweede helft van de 18e eeuw bekend in Rotterdam om hun zalmvisserij. Het visrecht was voorbehouden aan de familie Van Brienen, die de rechten verpachtte. Tot 1876 werden de rechten gepacht door het visserijbedrijf 'De Merode' dat gevestigd was aan de Groeneplaat, het latere Eiland van Brienenoord. Na 1876 werden de rechten overgenomen door 'De Goede Verwachting', dat gevestigd was op de buitengorzen in het oosten van IJsselmonde. Aan het eind van de negentiende eeuw nam de vangst dramatisch af door watervervuiling als gevolg van de industriële revolutie, en door overbevissing.
Een belangrijke ontwikkeling in de infrastructuur vond plaats in 1965, toen de Van Brienenoordbrug werd voltooid ten behoeve van de oostelijke ringweg om Rotterdam, waarvoor de A16 dwars door het dorp moest worden getrokken, met de zogenoemde 'Pierenpot' als wegenknooppunt.
Het stedenbouwkundige plan voor de wijk werd eind jaren ’50 ontworpen door ir. Van Drimmelen en vanaf begin jaren ’60 gerealiseerd. Duidelijk zichtbaar op de kaart is de structuur in de vorm van een bloem die voor de nieuwe zuidelijke tuinstad was bedacht: het centrumgebied met centrale voorzieningen als bloemhart en de woonwijken daaromheen als de bladeren van een bloem. IJsselmonde is de jongste wijk binnen de ruit van Rotterdam.

## Geografie, openbare voorzieningen en infrastructuur
Wat betreft politie valt IJsselmonde in het politiedistrict Feijenoord-Ridderster van de politieregio 17 (Rotterdam-Rijnmond). Het politiebureau van het stadsdeel is te vinden tegenover De Kuip aan het Cor Kieboomplein, naast de Pathé-bioscoop. Een voor publiek niet opengesteld wijkbureau is gevestigd aan de Beverwaardseweg 357.
Grofweg in het centrum van het stadsdeel bevindt zich winkelcentrum Keizerswaard. Daar dichtbij is een groot park, genaamd de Twee Heuvels. In het noordwestelijk deel staat stadion De Kuip.

### Wegverkeer
Door het stadsdeel loopt het deel van de A16 tussen knooppunt Ridderkerk en de Van Brienenoordbrug. De afrit Feijenoord leidt naar de Stadionweg en de Adriaan Volkerlaan. De Adriaan Volkerlaan sluit aan op de overige doorgaande wegen: Olympiaweg, Groeninx van Zoelenlaan, Kreekhuizenlaan, Spinozaweg en IJsselmondse Randweg.

### Openbaar vervoer
In het stadsdeel ligt het treinstation Rotterdam Lombardijen. De tramlijnen 2 en 3 lopen door de wijk. Lijn 2 loopt vanaf Charlois via metrostation Maashaven en station Lombardijen naar Keizerswaard, waar ook de gebiedscommissie is gevestigd. Lijn 3 start bij Rotterdam Centraal en loopt via de Stadionweg langs De Kuip ook naar Keizerswaard en rijdt vanaf daar verder naar de Beverwaard.

## Politiek
De deelgemeente IJsselmonde werd in 1980 opgericht en bestond aanvankelijk uit de wijken Groot-IJsselmonde en Oud-IJsselmonde. De Beverwaard was toentertijd nog volop in aanbouw. Als laatste werd in 1991 Lombardijen aan de deelgemeente toegevoegd.
Deelname aan het (dagelijks) bestuur van de voormalige deelgemeente is voor sommigen een opstap gebleken voor een verdere politiek carrière: zo maakten onder anderen Yvonne van Mastrigt (PvdA; deelraadsvoorzitter tussen 1998 en 2004), Wim de Gelder (GroenLinks) en Bram van Hemmen (CDA) na hun periode in IJsselmonde carrière als burgemeester van verschillende Nederlandse gemeenten.
De deelgemeente is in 2014 opgeheven en de deelgemeenteraad is vervangen door een gebiedscommissie.
Recentelijk is IJsselmonde een bolwerk van leefbaar Rotterdam die elke stembureau ruim gewonnen heeft.

### Zetelverdeling deelraad resp. gebiedscommissie
| Partij                         | Deelraad | Deelraad | Commissie |
| Partij                         | 2006     | 2010     | 2014      |
| ------------------------------ | -------- | -------- | --------- |
| LR                             | 8        | 10       | 7         |
| PvdA                           | 10       | 8        | -         |
| PvdA/GL                        | -        | -        | 2         |
| CDA                            | 2        | 2        | 2         |
| SP                             | -        | -        | 2         |
| Lijst Necat Kaya               | -        | -        | 1         |
| VVD                            | 1        | 1        | -         |
| GL                             | 1        | 1        | -         |
| D66                            | -        | 1        | 1         |
| CU/SGP                         | 1        | 1        | -         |
| Huurdersvereniging IJsselmonde | 2        | 1        | -         |
| Totaal                         | 25       | 25       | 15        |

De onderstreepte getallen vormen de hieruit onderhandelde bestuursmeerderheid.

## Geboren
- Keso Dekker, decor- en kostuumontwerper voor moderne dans